# Miao Tian
Miao Tian (n. 18 ianuarie 1993, Beijing, Republica Populară Chineză) este o canotoare ce a reprezentat Republica Populară Chineză, medaliată olimpică. A participat la 2 ediții ale Jocurilor Olimpice (2016, 2020) în care a câștigat o medalie de bronz.